# التعديل العشرون لدستور الولايات المتحدة
نقل التعديل العشرون لدستور الولايات المتحدة تاريخ بدء ونهاية ولايتي الرئيس ونائبه من يوم 4 مارس إلى يوم 20 يناير وتاريخ بدء ونهاية ولايات أعضاء الكونغرس من يوم 4 مارس إلى يوم 3 يناير. كذلك تضمن التعديل أحكامًا حددت ما ينبغي فعله في حال عدم وجود رئيس منتخب للبلاد. اعتُمد التعديل العشرون بتاريخ 23 يناير عام 1933.
خفض التعديل من مدة الفترة الانتقالية الرئاسية وفترة «البطة العرجاء» التي كان يخدم خلالها أعضاء الكونغرس والرئيس ما تبقى من ولاياتهم بعيد انتهاء الانتخابات. قضى التعديل بجعل ولايات أعضاء الكونغرس سابقةً لولاية الرئيس ومنحَ للكونغرس المنتخب حديثًا الأحقية في إجراء انتخابات طارئة في حال بلغ المجمع الانتخابي طريقًا مسدودًا في ما يخص انتخابات الرئيس أو نائبه.

## النص
الفقرة الأولى: تنتهي مدة ولاية كل من الرئيس ونائب الرئيس في ظهر اليوم العشرين من شهر يناير وتنتهي مدة ولاية أعضاء مجلس الشيوخ ومجلس النواب في ظهر اليوم الثالث من شهر يناير في السنوات التي تنتهي فيها هذه الولايات في حال لم يصدق على هذه المادة، وتبدأ حينها مدة ولاية خلفائهم.
الفقرة الثانية: ينعقد الكونغرس ما لا يقل عن مرة واحدة سنويًا وتبدأ أعمال مثل هكذا اجتماع في ظهر اليوم الثالث من شهر يناير ما لم يصدر عن الكونغرس قانون يحدد يومًا آخر لذلك.
الفقرة الثالثة: يصبح نائب الرئيس المنتخب رئيسًا في حال وفاة الرئيس المنتخب خلال الوقت الذي تقرر فيه بداية ولاية الرئيس. يتولى نائب الرئيس المنتخب سدة الرئاسة في حال عدم اختيار رئيس قبل الموعد المقرر لبدء ولايته أو في حال وجود ما يحول دون تولي الرئيس المنتخب لمنصبه، ويمكن للكونغرس أن يحدد بقانونٍ يصدره الحالة التي يحول فيها مانع ما دون تأهل الرئيس المنتخب أو نائب الرئيس المنتخب لتولي منصب الرئاسة ومحددًا الشخص الذي ينبغي عليه تولي منصب الرئاسة حينها أو الكيفية التي أمكن من خلالها اختيار الشخص الذي من شأنه تولي المنصب، ويتصرف ذلك الشخص كرئيس طبقًا لذلك إلى أن يزول المانع الذي يحول دون تولي الرئيس أو نائب الرئيس لمنصب الرئاسة.
الفقرة الرابعة: يمكن للكونغرس أن يملي من خلال قانونٍ يصدره الأحكام اللازمة في حالة وفاة أي من الأشخاص الذين قد يقع اختيار مجلس النواب على أحدهم ليصبح رئيسًا حينما يؤول إلى المجلس حق الاختيار، وبالمثل في حالة وفاة أي من الأشخاص الذين قد يقع اختيار مجلس الشيوخ على أحدهم ليصبح نائبًا للرئيس حينما يؤول إلى المجلس حق الاختيار.
الفقرة الخامسة: تصبح الفقرتان الأولى والثانية من هذه المادة نافذتي المفعول في اليوم الخامس عشر من شهر أكتوبر الذي يعقب تاريخ التصديق على هذه المادة.
الفقرة السادسة: لا تصبح هذه المادة نافذة المفعول إلا في حال صادقت عليها المجالس التشريعية لثلاثة أرباع الولايات كافة بصفتها تعديلًا للدستور في مدة لا تتجاوز سبع سنوات من تاريخ تقديمها.

## خلفية تاريخية

### النص الأصلي للدستور
ينص الشرط الثاني من الفقرة الرابعة للمادة الأولى من الدستور على وجوب انعقاد الكونغرس ما لا يقل عن مرة واحدة كل عام. يحدد الشرط يوم الاثنين في الأسبوع الأول من شهر ديسمبر باعتباره التاريخ المفترض للانعقاد، وذلك رغم تمتع الكونغرس بصلاحية تحديد يوم آخر وإمكانية دعوة الرئيس لانعقاد جلسات خاصة.
يحدد نص الدستور الأصلي مدة ولاية المسؤولين الفيدراليين المنتخبين دون أن يأتي على ذكر التواريخ التي تبدأ وتنتهي فيها ولاياتهم. حدد دستور الكونفدرالية يوم 4 مارس عام 1789 موعدًا لاستهلال إجراءات الحكومة المنظمة حديثًا بعد بلوغ نصاب الولايات المطلوب تصديقها على الدستور حد التسع ولايات في شهر سبتمبر من عام 1788.